# Rouba Al-Faseeh
Rouba Al-Faseeh (ur. 1992) – syryjska lekkoatletka, specjalizująca się w skoku o tyczce.
W 2009 została brązową medalistką, rozegranych w Damaszku, mistrzostw krajów arabskich.

## Rekordy życiowe
- skok o tyczce – 2,90 (2009) były rekord Syrii